# Runaway Love
«Runaway Love» — третий сингл Ludacris'а из пятого альбома Release Therapy. Записанный вместе с Mary J. Blige сингл достиг 2 места на Billboard Hot 100. Ремикс на песню был сделан T-Pain'ом и Кэсси.

## Информация
Каждый из трех куплетов вымышленный сюжет, говорящий нам о неприятностях в жизни трех подростков, девятилетная девочка по имени Лиза, десятилетняя Николь и одиннадцатилетная Эрика. В конце песни Ludacris информирует девочек, то что он чувствует, как убегал сам несколько раз.

## Музыкальное видео
Премьера видео в Интернете было 29 ноября 2006 года, на Yahoo! Music. 30 ноября премьера состоялась и на телевидении в программе 106 & Park на BET. Mary J. Blige, снялась во всех трёх ситуациях в качестве пешехода, проходящего мимо девочек.

## Отзывы
«Runaway Love» получил положительные отзывы со стороны большинства критиков.
- Rolling Stone:

"Runaway Love" это сильная песня о девушках, попавших в серьёзные жизненные ситуации."

## Чарты
| Чарт (2007)                          | Позиция |
| ------------------------------------ | ------- |
| U.S. Billboard Hot 100               | 2       |
| U.S. Billboard Hot R&B/Hip-Hop Songs | 3       |
| U.S. Billboard Hot Rap Tracks        | 1       |
| U.S. Billboard Pop 100               | 9       |
| New Zealand Singles Chart            | 21      |
| UK Singles Chart                     | 52      |
| Polish Singles Chart                 | 70      |
| Irish Singles Chart                  | 37      |